# Memoriał Kamili Skolimowskiej 2018
9. Memoriał Kamili Skolimowskiej – mityng lekkoatletyczny, który odbył się 22 sierpnia 2018 roku po raz pierwszy na Stadionie Śląskim w Chorzowie.
Rywalizacja w rzucie młotem kobiet i mężczyzn zaliczana była do IAAF Hammer Throw Challenge.
Organizatorem zawodów była Fundacja Kamili Skolimowskiej. Na trybunach zasiadło 41 226 widzów.

## Rezultaty
| – najlepszy wynik w sezonie | – najlepszy tegoroczny wynik na listach światowych | – rekord życiowy | – rekord mityngu |

### Mężczyźni
| Konkurencja:   | 1. miejsce         | Rezultat | 2. miejsce       | Rezultat | 3. miejsce        | Rezultat |
| Bieg na 100 m  | Ronnie Baker       | 9,87     | Michael Rodgers  | 10,10    | Ramil Guliyev     | 10,21    |
| Bieg na 400 m  | Steven Gardiner    | 44,43    | Karol Zalewski   | 45,32    | Christian Taylor  | 45,34    |
| Bieg na 800 m  | Marcin Lewandowski | 1:44,99  | Mostafa Smaili   | 1:45,35  | Adam Kszczot      | 1:45,48  |
| Skok wzwyż     | Trevor Barry       | 2,27     | Jeron Robinson   | 2,24     | Edgar Rivera      | 2,24     |
| Skok o tyczce  | Piotr Lisek        | 5,85     | Shawnacy Barber  | 5,80     | Renaud Lavillenie | 5,70     |
| Pchnięcie kulą | Michał Haratyk     | 21,33    | Tomas Walsh      | 21,28    | Tomáš Staněk      | 21,05    |
| Rzut dyskiem   | Andrius Gudžius    | 66,15    | Robert Urbanek   | 64,50    | Gerd Kanter       | 63,52    |
| Rzut młotem    | Paweł Fajdek       | 79,44    | Wojciech Nowicki | 77,41    | Bence Halász      | 74,94    |
| Rzut oszczepem | Andreas Hofmann    | 83,81    | Marcin Krukowski | 83,32    | Cyprian Mrzygłód  | 82,52    |

### Kobiety
| Konkurencja:               | 1. miejsce      | Rezultat | 2. miejsce                          | Rezultat | 3. miejsce       | Rezultat |
| Bieg na 100 m              | Ewa Swoboda     | 11,23    | Iwet Łałowa-Collio Crystal Emmanuel | 11,31    | —                | —        |
| Bieg na 400 m              | Caster Semenya  | 50,06    | Justyna Święty-Ersetic              | 51,45    | Jessica Beard    | 51,68    |
| Bieg na 1500 m             | Colleen Quigley | 4:03,02  | Sofia Ennaoui                       | 4:03,28  | Sarah McDonald   | 4:03,36  |
| Bieg na 100 m przez płotki | Elwira Hierman  | 12,87    | Ricarda Lobe                        | 12,97    | Klaudia Siciarz  | 12,99    |
| Pchnięcie kulą             | Alona Dubicka   | 19,06    | Paulina Guba                        | 18,14    | Fanny Roos       | 17,64    |
| Rzut młotem                | Joanna Fiodorow | 74,39    | Alexandra Tavernier                 | 73,38    | Hanna Skydan     | 73,21    |
| Rzut oszczepem             | Martina Ratej   | 61,50    | Madara Palameika                    | 61,07    | Maria Andrejczyk | 53,59    |